# 成甦
成甦（1955年10月—），河北宁晋人，汉族，中华人民共和国政治人物、第十二届全国人民代表大会四川地区代表。
毕业于四川广播电视大学企业管理专业。加入中国致公党。2013年，担任全国人大代表。